# Kleine Feldhofer Grotte

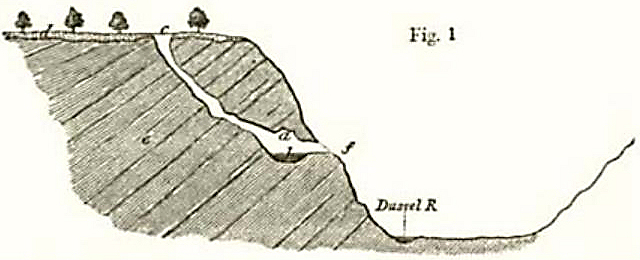
Zeichnung aus Charles Lyell: Geological Evidences of the Antiquity of Man (1863)

Die Kleine Feldhofer Grotte war eine Karst-Kalksteinhöhle und eine paläoanthropologische Stätte im Neanderthal im westlichen Deutschland. Im August 1856 wurden Knochen von Neandertaler-Exemplaren in der Höhle ausgegraben (→ Neandertal 1). Bergleute des Mettmanner Steinbruchbesitzers Wilhelm Beckershoff gruben eine Schädeldecke und eine Reihe von Skelettknochen aus, die als Neandertaler bezeichnet werden sollten. Die Knochen gehören mindestens drei verschiedenen Individuen.

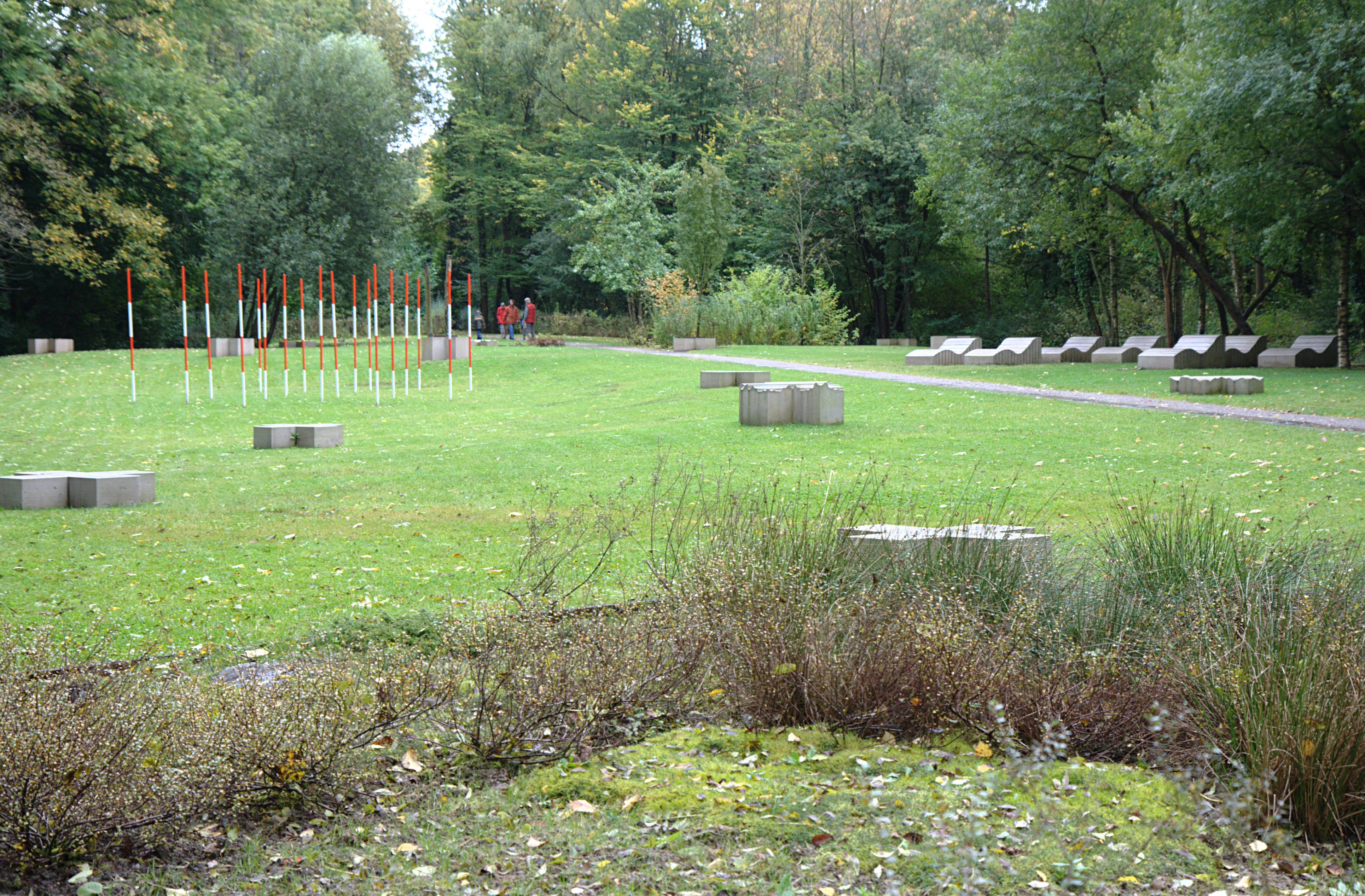
1997/2000 Ausgrabungsstätte, jetzt „Archäologischer Garten“

Die Höhle befand sich in einer Kalksteinschlucht mit den Innenmaßen von 3 m Breite, 5 m Länge und 3 m Höhe. Zudem gab es einen Eingang von 1 m über der Talsohle in der südlichen Wand, welche 50 m hoch war. Ihren Namen erhielt die Höhle vom nahegelegenen großen Bauernhof „Feldhof“.
Die Höhle wurde im 19. Jahrhundert durch den industriellen Kalksteinabbau zerstört, der die Schlucht erweiterte. Der Standort der Höhle geriet bald in Vergessenheit und war um 1900 unbekannt. Im Jahr 1997 wurden bei einer erfolgreichen Suche nach dem Standort der Höhle und ihren Ablagerungen 24 menschliche Knochenfragmente gefunden, von denen eines, identifiziert als „NN 13“, genau auf den linken lateralen Femur passte.  Bei der Ausgrabung im Jahr 2000 wurden Tausende von Artefakten geborgen. Die mitochondriale DNA von zwei Knochenproben wurde vollständig sequenziert und im Jahr 2009 fertiggestellt.